# Río Buey (vattendrag i Kuba, Provincia Granma, lat 20,27, long -76,78)
Río Buey är ett vattendrag i Kuba.   Det ligger i provinsen Provincia Granma, i den sydöstra delen av landet, 700 km sydost om huvudstaden Havanna.